# Amomum lacteum
Amomum lacteum är en enhjärtbladig växtart som beskrevs av Henry Nicholas Ridley. Amomum lacteum ingår i släktet Amomum och familjen Zingiberaceae.
Artens utbredningsområde är Vietnam. Inga underarter finns listade i Catalogue of Life.